# Phùng (họ)

Họ Phùng viết bằng Chữ Hán

Phùng là một họ của người thuộc vùng Văn hóa Đông Á. Họ này xuất hiện ở Việt Nam; khá phổ biến ở Trung Quốc (chữ Hán: 馮, bính âm: Feng) và cũng có mặt ở Triều Tiên với số lượng rất ít (Hangul: 풍, Romaja quốc ngữ: Pung).